# Baptiste (serie de televisión)
Baptiste es una serie de televisión británica de drama, thriller psicológico y misterio creada por Harry y Jack Williams. Es una serie derivada de The Missing, con uno de sus personajes principales, Julien Baptiste, interpretado por Tchéky Karyo. La serie es producida por Two Brothers Pictures, All3Media International y BBC y es distribuida en todo el mundo por su empresa matriz All3Media. Se estrenó en BBC One el 17 de febrero de 2019 y está escrito por Jack y Harry Williams, que también escribieron The Missing.

## Sinopsis
La serie utiliza uno de los personajes principales de la serie de televisión, The Missing, el de Julien Baptiste interpretado por Tchéky Karyo. La esposa y la hija de Baptiste son interpretadas por los mismos actores de The Missing, de lo contrario, todos los demás personajes y actores que protagonizan el programa son nuevos en esta historia.
Después de ser operado de un tumor cerebral, Julien Baptiste afirma que ya no es el hombre que era. Su antiguo jefe lo convence para que ayude a la policía holandesa a buscar a una trabajadora sexual desaparecida en Ámsterdam. Mientras mira, conoce a Edward (Tom Hollander), el tío de la chica desaparecida. No todo es como parece con Edward y la serie también presenta a Kim Vogel (Talisia Garcia), que tiene una historia criminal y Constantin, (Alec Secăreanu), un ciudadano rumano que es visto asesinando y desmembrando a una víctima al comienzo de la serie.

## Elenco
- Tchéky Karyo como Julien Baptiste
- Tom Hollander como Edward Stratton
- Jessica Raine como Genevieve Taylor
- Clare Calbraith como Clare
- Talisa Garcia como Kim Vogel (anteriormente Dragomir Zelincu)
- Trystan Gravelle como Greg
- Anastasia Hille como Celia Baptiste
- Anna Próchniak como Natalie Rose
- Barbara Sarafian como Martha Horchner
- Alec Secăreanu como Constantin
- Nicholas Woodeson como Peter
- Boris Van Severen como Niels Horchner
- Issam Dakka como el Guardia de seguridad

## Episodios
| N.º | Título             | Dirigido por      | Escrito por                    | Fecha de emisión original | Audiencia (millones) |
| --- | ------------------ | ----------------- | ------------------------------ | ------------------------- | -------------------- |
| 1 | «Shell»            | Börkur Sigþórsson | Harry Williams & Jack Williams | 17 de febrero de 2019     | 9.17                 |
| Mientras Julien Baptiste está en Ámsterdam con su familia, una vieja amiga, Martha, de la policía holandesa, le pide que busque a una trabajadora sexual desaparecida, Natalie Rose. Conoce a Edward, que dice ser el tío de Natalie, y los dos hombres se adentran en el inframundo criminal del distrito de la luz roja de Ámsterdam. |                    |                   |                                |                           |                      |
| 2 | «Measure of a Man» | Börkur Sigþórsson | Harry Williams & Jack Williams | 24 de febrero de 2019     | 7.98                 |
| Con la ayuda de Kim Vogel, Julien encuentra a Natalie, quien revela que Edward no es su tío, sino un cliente. Julien va a la dirección de Edward en Amberes y encuentra una cabeza cortada escondida en la casa. |                    |                   |                                |                           |                      |
| 3 | «For Blood»        | Börkur Sigþórsson | Harry Williams & Jack Williams | 3 de marzo de 2019        | 7.86                 |
| Julien se enfrenta a Edward, quien le dice que la cabeza es la de su padre, que ha sido asesinado por gánsteres rumanos pertenecientes a la Brigada Serbilu después de que Edward ayudara a Natalie a robar algo de dinero que estaban lavando. Julien envía a su propia familia a la clandestinidad, mientras sigue trabajando en el caso con la ayuda de Niels, un joven detective holandés que es hijo de Martha.                                                                             |                    |                   |                                |                           |                      |
| 4 | «Vertrouwen»       | Jan Matthys       | Harry Williams & Jack Williams | 10 de marzo de 2019       | 7.55                 |
| Kim Vogel es asesinada. Julien va en busca del dinero robado mientras que Genevieve, un detective británico, coacciona a Edward para que se reúna con Constantin, el portavoz de los gánsteres. Cuando se descubre el dinero, Edward le da a Julien el resbalón y regresa al Reino Unido. Marta le confiesa a Julien que Niels es su hijo natural. |                    |                   |                                |                           |                      |
| 5 | «Lucy»             | Jan Matthys       | Kelly Jones                    | 17 de marzo de 2019       | 7.36                 |
| Habiendo localizado a Edward, Julien y Genevieve conciben un plan audaz para derribar a Constantin y derribar a la Brigada. Julien comienza las negociaciones con Constantin, pero la Brigada asesina a Constantin en Ámsterdam por haberse apropiado indebidamente de su dinero. Localizan a la exesposa de Edward y la asesinan a ella y a su compañero; Edward consigue cambiar la situación del asesino, pero Julien se da cuenta de que alguien de la policía holandesa los ha traicionado. |                    |                   |                                |                           |                      |
| 6 | «Into the Sand»    | Jan Matthys       | Harry Williams & Jack Williams | 24 de marzo de 2019       | 7.18                 |
| Edward encuentra pruebas contra la Brigada entre las pertenencias de Kim. Se revela que Niels ha estado trabajando en secreto para la Brigada y huye. Cuando Julien, Genevieve y la policía lo alcanzan, toma a Martha como rehén y la asesinan. |                    |                   |                                |                           |                      |

## Producción
BBC anunció en abril de 2018, que una serie derivada de su exitosa serie The Missing entraría en producción y se emitiría en 2019.
La mayor parte de la acción se desarrolla en Ámsterdam en los Países Bajos; aunque algunas escenas exteriores se rodaron allí, otras se filmaron en Amberes y Gante en Bélgica. Además, se rodaron muchas escenas en Deal, Kingsdown, Ramsgate y Sandwich, todas en Kent en Inglaterra, junto con algunas escenas de café ambientadas en Ámsterdam.
La serie está compuesta por seis episodios, todos los cuales fueron transmitidos los domingos por la noche.

## Lanzamiento

### Distribución
En España, la serie se estrenó el 1 de mayo de 2019 en Movistar Seriesmanía. En Latinoamérica, Francia, Italia y Alemania la serie fue estrenada el 30 de agosto de 2019 en Starz Play.

## Recepción
Carol Midgley de The Times, le dio al primer episodio 3/5 estrellas y declaró que los primeros 45 minutos fueron «subestimados», aunque los últimos 15 minutos los recogió y la dejó «semi-intrigada». The Guardian describió a la serie como una «serie derivada lenta» y «el estreno te arrastra a una trama oscuramente convincente».
The Daily Telegraph describió la serie afirmando que «vale la pena seguir» y le dio 3/5 estrellas.